# From To
『From To』（フロム・トゥー）は、2005年11月2日にドリーミュージックよりリリースされた平原綾香の3枚目のアルバムである。

## 解説
このアルバムに収録された曲は、全て既存曲のカバーである。300曲以上の邦楽曲の中から選曲された。基本的にオリジナルの制作に関わった人物、ないしはオリジナル制作者の関係者がプロデュースを担当している。

## 収録曲
1. 晩夏（ひとりの季節）
作詞・作曲:荒井由実 / 編曲:松任谷正隆
オリジナルは荒井由実のアルバム『14番目の月』に収録されている。
9thシングル
2. 言葉にできない
作詞・作曲:小田和正 / 編曲:佐橋佳幸
編曲の佐橋はギタリスト。小田のヒット曲『ラブ・ストーリーは突然に』のギターも彼が担当している。
3. いとしのエリー
作詞・作曲:桑田佳祐 / 編曲:ゴンチチ
4. いのちの名前
作詞: 覚和歌子 / 作・編曲・演奏:久石譲
戦後60年特別企画『ヒロシマ 〜あの時、原爆投下は止められた〜』（2005年8月5日放送・BBC/TBS共同制作） テーマソング
オリジナルは、映画『千と千尋の神隠し』のBGMに歌詞をつけ、木村弓が歌ったもの。
9thシングル
5. Missing
作詞・作曲:久保田利伸 / 編曲:亀田誠治
6. 秋桜
作詞・作曲:さだまさし / 編曲:倉田信雄
平原が尊敬するアーティストと公言しているさだの代表曲の一つ。元は山口百恵への提供曲。
7. TRUE LOVE
作詞・作曲:藤井フミヤ / 編曲:佐橋佳幸
8. 桜坂
作詞・作曲:福山雅治 / 編曲:吉川忠英
9. なごり雪
作詞・作曲:伊勢正三 / 編曲:沢田完
10. 翼をください
作詞:山上路夫 / 作曲:村井邦彦 / 編曲:亀田誠治
11. あなたに
作詞:松井五郎 / 作曲:玉置浩二 / 編曲:島健